# 애플시드
《애플시드》(일본어: アップルシード, 영어: APPLESEED)는 시로 마사무네의 SF만화작품이다. 1985년 만화 발표 이후에 영화, TV 만화영화 등으로 제작되었다.